# Cantón de Decize
El cantón de Decize es una división administrativa del departamento de Nièvre, en el centro de Francia, concretamente en la región de Borgoña-Franco Condado. Sus fronteras fueron modificadas durante la reorganización cantonal francesa que entró en vigor en marzo de 2015. La  sede del cantón está en Decize 
Está compuesta por los siguientes municipios: 
1. Champvert
2. Cossaye
3. Decize
4. Devay
5. Lamenay-sur-Loire
6. Lucenay-lès-Aix
7. Saint-Germain-Chassenay
8. Saint-Léger-des-Vignes
9. Verneuil